# Grift (Dondert)
Die Grift ist im Volksmund der Teil der Fossa Eugeniana, der von der niederländischen Grenze bis zur Mündung in die Dondert verläuft. Während der Großteil der Fossa Eugeniana kein Wasser führt, dient die Grift als Entwässerungsgraben und führt ganzjährig Wasser. 
Sie ist Namensgeberin der gleichnamigen Bauerschaft bei Walbeck (Geldern) und des zugehörigen Griftenweges.